# Lądowisko Pszczyna-Szpital
Lądowisko Pszczyna-Szpital – lądowisko sanitarne w Pszczynie, w województwie śląskim, położone przy ul. Antesa 11. Przeznaczone jest do wykonywania startów i lądowań śmigłowców sanitarnych i ratowniczych w dzień o dopuszczalnej masie startowej do 5700 kg.
Zarządzającym lądowiskiem jest Centrum Dializa Sp. z o.o. w Pszczynie. W roku 2012 zostało wpisane do ewidencji lądowisk Urzędu Lotnictwa Cywilnego pod numerem 157